# Perityle lindheimeri
Perityle lindheimeri là một loài thực vật có hoa trong họ Cúc. Loài này được (A.Gray) Shinners mô tả khoa học đầu tiên năm 1959.